# Gesù legato alla colonna
Gesù legato alla colonna è la quinta delle quindici "casse" che vengono portate a spalla durante la processione del Venerdì Santo che si svolge a Savona ogni due anni, negli anni pari.

## Caratteristiche
Si tratta di una scultura lignea risalente al secondo o terzo decennio del XVIII secolo, opera di ignoto artista di scuola genovese il quale, secondo alcune ipotesi, potrebbe essere Giovanni Battista, figlio di Anton Maria Maragliano. Conservata nell'oratorio dei Santi Giovanni Battista, Giovanni Evangelista e Petronilla, viene portata a spalla da 12 portatori per tappa. La rappresentazione è caratterizzata dall'unica figura del Cristo che con posa elegante e sofferente allo stesso tempo guida lo sguardo dello spettatore lungo il corpo in torsione fino a porre l'attenzione sulla braccia semincrociate e legate per i polsi alla colonna. La scultura è stata restaurata nel 1980.